# Réseau du Trou qui souffle
Ne doit pas être confondu avec TQS (homonymie).
Le réseau du Trou qui souffle est un ensemble de cavités souterraines karstiques du massif du Vercors qui se trouve sur la commune française d'Autrans-Méaudre en Vercors, dans le département de l'Isère en région Auvergne-Rhône-Alpes.
Il s'agit, avec son développement de 50 kilomètres, du second réseau le plus long du massif. Depuis l'entrée haute (Toboggan des Naïades) jusqu'au fond (Siphon sud), le dénivelé total du complexe souterrain est de 670 mètres.

## Géographie
Le réseau atteint le niveau imperméable de la base du synclinal d'Autrans-Méaudre en Vercors, au niveau du siphon de la Cuspide et du Siphon sud. Les écoulements pérennes dans les réseaux sénoniens et urgoniens sortent à l'exsurgence de la Goule-Noire, selon les résultats d'une coloration effectuée en 1954.
En 2016, sept entrées sont dénombrées ; ce sont : le Trou qui souffle, l'Ortovox, les Saints de Glace, la Lucarne des araignées, leToboggan des Naïades, l'Orbito et le scialet Gérard,.

## Formation
Le réseau du Trou qui souffle se développe dans les calcaires sénoniens et urgoniens. 
De nombreuses galeries du sénonien qui reçoivent actuellement des écoulements forment la partie supérieure du complexe (Cigale, réseau Bourgin, Saints de glaces…). 
Néanmoins les calcaires urgoniens sont atteints au niveau de l'important collecteur allant du siphon de la Cuspide au fond du scialet de l'Orbito en passant par la Conciergerie, la salle Hydrokarst et la galerie François nord. Un second collecteur dans l'urgonien probablement plus ancien existe. Il s'agit des galeries de Pâques (Pâques sud et Pâques nord).

## Exploration

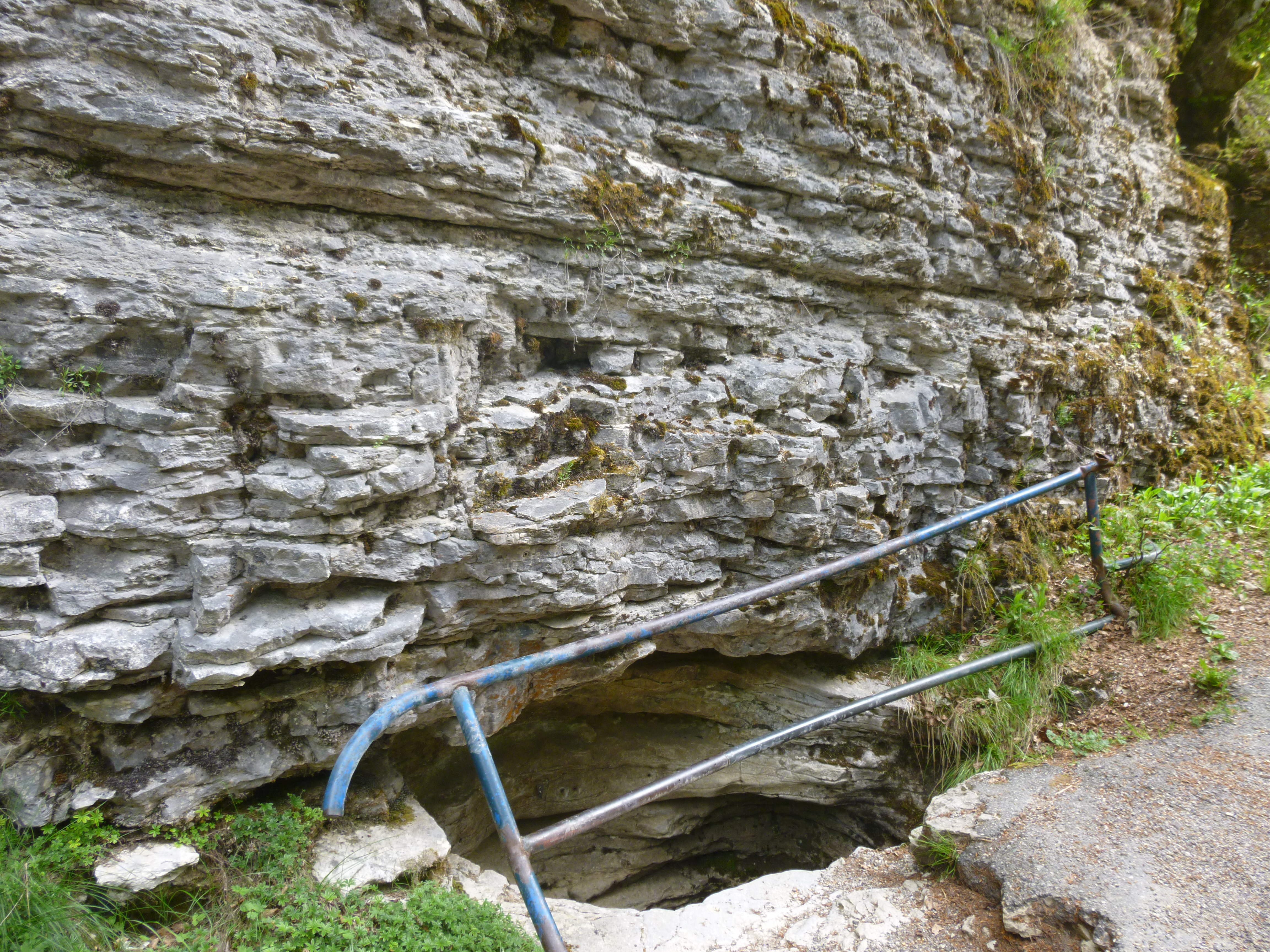
Entrée historique du Trou qui souffle située au bord de la route forestière.

L'entrée dite « Trou qui souffle » (TQS) est découverte lors de travaux de construction de la route allant du village de Méaudre au pas de Pertuson .
André Bourgin, membre du Spéléo-club alpin de Paris (SCAP), l'explore pour la première fois en 1937.
Depuis son aménagement en 1990, les Saints de Glace sont l'entrée la plus utilisée du réseau. Il s'agit d'un long méandre débouchant au sommet de la salle Hydrokarst à −226 mètres. 
- 1937-1940 : réseau Bourgin (-200) par André Bourgin
- 1953 : Condensation, Cigale et Toussaint par les scouts lyonnais du Clan de la Verna
- 1962 : réseau des Cyclopes par le groupe des Cyclopes, club parisien
- 1990 : découverte de la seconde entrée par les Spéléologues grenoblois du club alpin français (SGCAF)
- 2008-2011 : découverte des réseaux de la Truite par le groupe Spéléo-montagne de Fontaine
- 2012 : jonction TQS - Orbito depuis le scialet de l'Orbito, par le SGCAF

La traversée TQS - Saints de Glace est une classique du Vercors très fréquentée par les spéléologues.

## Toponymie
Le « Trou qui souffle » (TQS) tient son nom d'un violent courant d'air soufflant qui sort de terre.

### Réseau sénonien

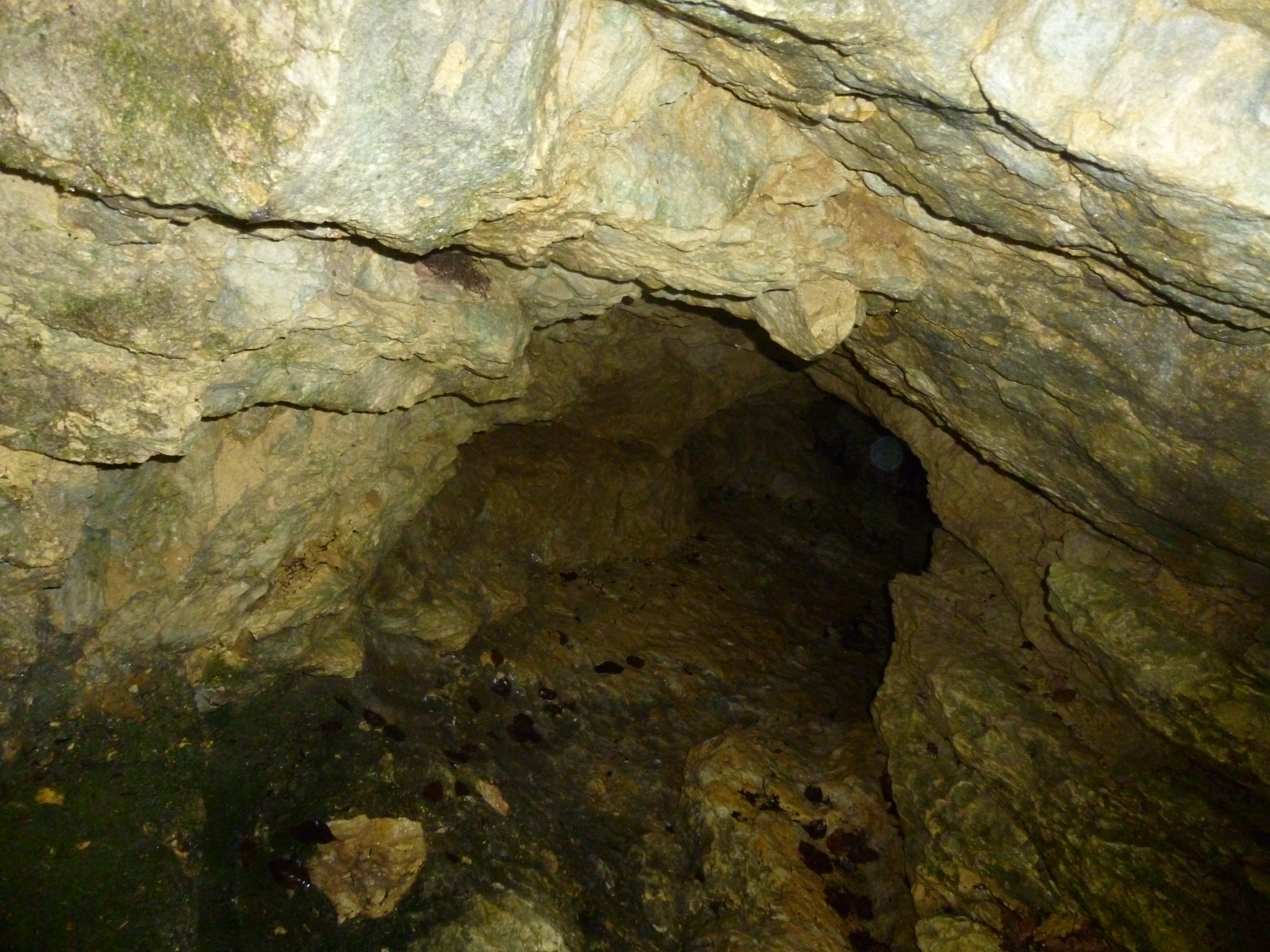
Entrée des Saints de Glace, cavité désobstruée.

Divers éléments appartiennent au réseau sénonien. Ce sont :
- « Cigale », surnom de Claude Delmotte, jeune fille  qui participa aux explorations du Clan de la Verna en 1953-1954 ;
- « Gault », galerie creusée dans cette roche située à la base du sénonien ;
- « Pont d'Arc », galerie dont une arche naturelle évoque le site ardéchois ;
- « Les Saints de Glace », nom donné à cause de la température du réseau.

### Réseau urgonien
Dans ce réseau, se sont notamment formées les salles et galeries suivantes :
- « Salle François », en mémoire de François Sylvestre du groupe des Cyclopes, décédé dans une crevasse en 1967 lors d'un raid Briançon - Chamonix ;
- « Quai aux fleurs », la galerie est couverte de vagues d'érosions et les bassins sont tapissés de mondmilch qui dessine d'élégantes formes végétales ;
- « Salle Hydrokarst », l'origine du nom vient de la société grenobloise de plongeurs professionnels, à l'origine de la découverte de la salle ;
- « Grand Toboggan », conduite forcée à forte pente et au sol argileux[L 4].